# Владимирский собор (Кронштадт)
Собо́р Влади́мирской ико́ны Бо́жией Ма́тери — православный храм в городе Кронштадте.
Приход храма относится к Санкт-Петербургской епархии Русской православной церкви, входит в состав Кронштадтского благочиния. Настоятель — протоиерей Святослав Викторович Мельник.

## История

### Первые храмы
Первый деревянный храм Владимирской иконы Божией Матери для Кронштадтского гарнизонного полка был построен в 1730-1735 годах.
В 1753 году вместо прежнего храма на пожертвования на углу Владимирской и Михайловской улиц был устроен новый. В 1764 году в церкви был произведён ремонт. К 1798 году церковь находилась уже в ветхом состоянии.
В 1801 году старая церковь была сломана, и на том же месте была возведена такая же деревянная, рассчитанная на 500 человек. Храм строился на средства, собранные Кронштадтским гарнизонным полком и другими командами сухопутного ведомства. Одновременно с востока, за алтарём церкви была выстроена и часовня.
В 1825 году для причта Владимирской церкви был построен деревянный двухэтажный дом. В 1836 году храм, до этого состоявший в ведении Адмиралтейств-коллегии, в связи с реорганизацией последней, был передан на баланс военного ведомства.
В ночь на 10 (22) июля 1826 года в результате пожара была уничтожена часовня. В 1831 году в храме была проведена реставрация.
Деревянный храм сгорел в ночь на 21 октября (2 ноября) 1874 года. На его месте была построена временная деревянная церковь. Впоследствии, в связи с окончанием строительства каменного храма, она была разобрана. Материал разобранного храма был использован при строительства Мариинского приюта для вдов и сирот военно-морского духовенства.

### Современный собор
Уже в середине XIX века деревянная церковь оказалась малой для того, чтобы удовлетворять нуждам крепостного гарнизона, состоявшего из 4500 нижних чинов. Кронштадтский военный губернатор вице-адмирал Казакевич подал прошение о строительстве каменного собора, на что 21 декабря 1872 (2 января 1873) получил высочайшее разрешение.
Для новой церкви инженерное ведомство приобрело у купца Ильина за 7050 рублей серебром место, находившиеся рядом с церковным. Возведение нового храма по проекту Давида Гримма под руководством академика архитектуры Христиана Грейфана было начато в 1875 году. Торжественная закладка была совершена 8 мая 1875 г.
Вчерне церковь была окончена в 1879 году, внутренняя и внешняя отделка храма — в 1882 году. Строительство велось на казённые средства; общая сумма составила 201687 рублей.
Освящение храма главным священником армии и флота протоиереем Петром Покровским состоялось ещё 24 февраля (7 марта) 1880 года.
25 октября (6 ноября) 1888 года был освящён нижний придел во имя иконы Божией Матери «Утоли моя печали»; в 9 (22) ноября 1908 года епископом Гдовским Кириллом был освящён правый придел верхнего храма во имя блаженного Николая Кочанова, Христа ради юродивого Новгородского. Придел Казанской иконы Божией Матери был освящён в 1919 году.
Приказом по Военному ведомству от 7 (20) сентября 1902 года (№ 335) гарнизонная церковь получила статус собора.
16 февраля 1931 года собор был закрыт советскими властями и переоборудован под склад. В период Великой Отечественной войны здание сильно пострадало.
В 1950-х годах здание трижды взрывали. Однако взрывы были прекращены, поскольку они вызвали появление трещин в соседних домах. В результате взрывных работ были разрушены алтарь, паперть и колокольня. Впоследствии здание пустовало; существовали проекты размещения в нём бассейна или конюшен.
В 1990 году собор был возвращён Русской православной церкви. В здании были произведены консервационные работы, а службы проводились во временной церкви Всех святых. В 1999 году начались службы в нижнем храме иконы Божией Матери «Утоли моя печали».
В 2000—2001 годах реставрационные работы проводила компания «Лапин Энтерпрайз»: была перебрана кирпичная кладка, произведена расчистка и штукатурка фасадов, воссозданы главки куполов из оцинкованной стали.
Осенью 2006 года Федеральное агентство по культуре и кинематографии провело конкурс среди реставрационных мастерских на право проводить работы по реставрации и воссозданию монументальной живописи собора, который выиграл ООО «Карэ». Были воссозданы орнаменты на потолке и стенах храма; отреставрированы семь фигурных композиций.

## Архитектура и убранство

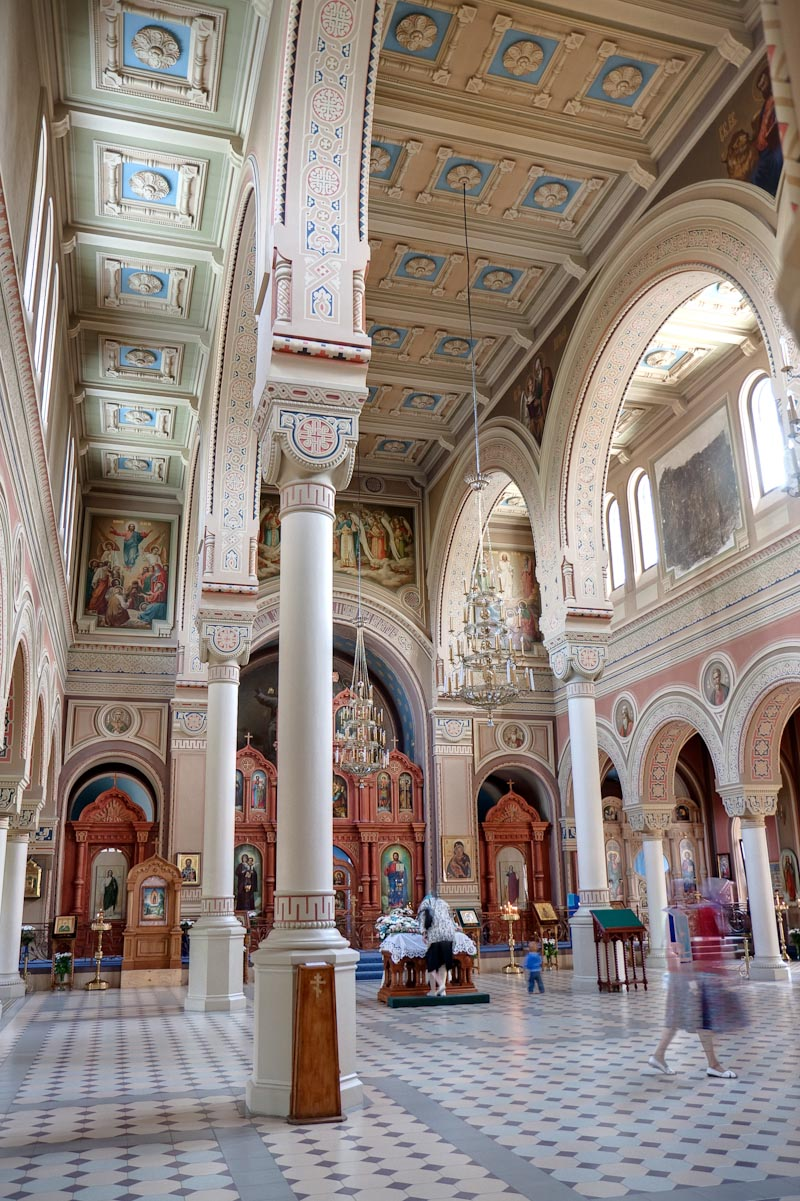

Архитектура храма сочетает русский стиль в декорировании фасадов с несвойственной для православной церкви базиликальной системой общей композиции. Внутренняя планировка копирует ранехристианские храмы и схожа с планировкой церкви Сант-Аполлинаре-Нуово, построенной в V веке в Равенне. Для сходства с римским стилем потолок выполнен с использованием кессонов.
Высота колокольни составляет 50 м. Храм рассчитан на 3000 человек.
Роспись храма осуществлялась по эскизам Ефрема Годуна.
В храме хранились знамёна различных воинских частей.
Главной святыней собора являлся список Владимирской иконы Божией Матери, написанный 29 мая (9 июня) 1703 года по приказу Петра I специально для Кронштадта. Образ был исполнен маслом на металле и украшен позолоченной медью. В 1735 году для иконы были устроены бронзовый киот и сребро-вызолоченная риза с венцом и разноцветными камнями. На иконе была надпись: «Сей образ написан ЗCI года мая 29 дня, оклад сделан 1735 года февраля 20-го дня». Образ располагался по правую сторону Царских врат. В 1931 году икона была изъята, её судьба неизвестна.
На углу Николаевского проспекта и Владимирской улицы в 1870 году на средства новгородского купца Василия Епишкина была выстроена каменная часовня, которая существует и в настоящее время. Рядом с этой часовней находилась могила протоиерея Василия Салтыкова, над которой в июле 1898 года был установлен памятник из серого мрамора, обнесённый железной оградой.

## Приход

### Духовенство
| Настоятели храма за всю историю | Настоятели храма за всю историю                                          |
| Даты                            | Настоятель                                                               |
| ------------------------------- | ------------------------------------------------------------------------ |
| … — …                           | …                                                                        |
| … — 1789—1794                   | священник Иоанн Назарьев                                                 |
| 1794—1796                       | священник Алексий Семёнов                                                |
| 1796—1805 — …                   | священник Алексий Мещерский                                              |
| … — …                           | …                                                                        |
| 1833—1866                       | священник Порфирий Строкин (1806—1890)                                   |
| … — …                           | …                                                                        |
| … — 1875—1896                   | протоиерей Василий Салтыков (1826—1897)                                  |
| 1896 — 1 (14) июня 1911         | протоиерей (с 30 ноября (13 декабря) 1902) Василий Корольков (1845—1911) |
| 2 (15) июля 1911 — 1917 — …     | протоиерей Иоанн Невдачин                                                |
| … — май 1922                    | протоиерей Василий Сокольский (?)                                        |
| октябрь 1922 — 18 сентября 1930 | протоиерей Памфил Населенко (1870—1953)                                  |
| 1931—1990                       | период закрытия                                                          |
| 1990 — декабрь 1998             | …                                                                        |
| декабрь 1998 — настоящее время  | протоиерей Святослав Мельник (род. 1965)                                 |

### Приписные храмы
К 1917 году к храму были приписаны:
- Троицкая церковь в форте «Обручев». Каменная церковь была устроена в казематах форта в 1903-1904 годах. Закрыта в 1918 году.
- Крестовоздвиженская церковь в Форте «Ино». Храм был устроен по проекту архитектора В. Н. Боброва в деревянном здании столовой. Освящён 20 марта (2 апреля) 1910. Форт был взорван в 1918 году.
- Церковь святой мученицы царицы Александры в форте «Риф». Деревянный храм был построен в форте «Рисбанк» в 1848-1851 годах по проекту архитектора И. К. Риглера. В 1854 году она была разобрана, а в 1893 году — возобновлена. В июле 1910 года церковь была перенесена в форт «Риф». Храм был закрыт в 1918 году.
- Церковь равноапостольной Марии Магдалины в Форте «Тотлебен». Первоначально деревянный храм был устроен в 1894 году в Форте «Зверев». Однако с 1903 года церковь не действовала и в июне 1910 года была перенесена в помещение столовой форта «Красная горка». В 1915 году храм был вновь перенесён в форт «Тотлебен». Церковь была закрыта в 1918 году.